# Parada de Paseo Larios
Paseo Larios era una parada del Tranvía de Vélez-Málaga. Estaba ubicada en la Avenida de Andalucía, Torre del Mar. Fue clausurada en 2012, junto con el resto de la red.

## Líneas y conexiones
| << Cabecera    | < Estación     |              | Estación >      | Cabecera >>         |
| -------------- | -------------- | ------------ | --------------- | ------------------- |
| final de línea | final de línea | Paseo Larios | Conjunto Europa | Parque Jurado Lorca |